# Франсоа-Анри дьо Монморанси-Бутвил, херцог дьо Люксамбур
Франсоа-Анри дьо Монморанси-Бутвил, херцог дьо Пине-Люксамбур (на френски: François Henri de Montmorency-Bouteville, duc de Luxembourg; * 8 януари 1628, Париж, Кралство Франция; † 4 януари 1695, Версай, Кралство Франция) е граф на Бутвил и на Люкс, херцог на Пине-Люксембург, пер на Франция (1661) и маршал на Франция (1675), обединител на два велики рода: Монморанси и имперския род Люксембург (на френски произнасян Люксамбур). Той е считан за наследник на своя братовчед Великия Конде като ключов военачалник на Луи XIV. Участва в Холандската (1672 – 1678) и Деветгодишната война (1688 – 1697).

## Произход и младост
Люксамбур е роден в Париж шест месеца след екзекуцията на баща му за участие в дуел и убийството на неговия противник. Подобна съдба има и негов братовчед, управител на Лангедок, заради държавна измяна.
Отгледан е от леля си заедно с нейния собствен син – бъдещият принц дьо Конде. От ранно детство малкият Франсоа боготвори братовчед си. „По нрав херцог дьо Люксамбур напомнял малко на Конде, чийто ученик бил: пламенен гений, бързина при действие, зорък поглед, ученолюбив дух, макар и щедър и непостоянен…“ – пише за него Волтер. По-късно той следва Конде в неговата борба срещу кардинал Мазарини (т.нар. Фронда) и в изгнаничеството му при испанците от 1652 до 1659 г. Заедно се връщат след Пиренейския договор и получават опрощение от Луи XIV.

## Военна кариера

### Деволюционна война
По време на Деволюционната война участието на Люксамбур е скромно като заместник командващ на Конде при лесното и кратко завладяване на Франш-Конте (1668).

### Холандска война
През последвалия мирен период обаче Люксамбур спечелва доверието на Лувоа и през 1672 г. е назначен за един от главнокомандващите на войските, които настъпват срещу Нидерландия (Холандската война). Когато основните френски сили се оттеглят през 1673 г., той поема командата на останалите, като извършва прословутото отстъпление от Утрехт в Маастрихт с 20 000 души срещу 70 000 противници.
Смъртта на Тюрен и оттеглянето на Конде (все през 1675 г.) отварят пътя на Люксамбур към най-високите военни постове и още през същата година той е произведен в чин „маршал“. След слабо представяне на рейнския фронт през 1676 г. следват нови успехи в Нидерландия – превземането на Валансиен през 1677 и победата над Уилям III, щатхаутер на Обединените провинции при Монс през 1678 г. Тази битка послужва за неговото доказване като способен военачалник.

### Обвинения и затвор
В началото на мирния период Люксамбур бива въвлечен в дворцовите интриги около известната „афера с отровите“. Той става жертва на неприязънта на всесилния военен министър Лувоа. Обвинен в правене на черни магии и опит за отравяне – подозрения колкото ужасни, толкова и невероятни, той трябва да отговаря пред съда на перовете. Съдът не взема решение пет месеца, през които маршалът прекарва в тъмница. Организират се нови изслушвания и става все по-очевидно, че едва ли един маршал ще отравя обикновен буржоа. Накрая той е освободен (1680 г.) и заема поста началник на гвардейците на краля.

### Деветгодишната война
Звездата на Люксамбур изгрява през Деветгодишната война. Споменът за затвора вече напълно е отминал и той е избран за командващ армията в Нидерландия. Според единодушното мнение на краля и Лувоа е единственият френски маршал, който е способен да се противопостави на Уилям III.
На 1 юли 1690 г. Люксамбур печели може би най-бляскавата победа в кариерата си – над съюзническите войски на принц Валдек при Фльорюс. Всички френски офицери признават, че се дължи на превъзхождащия гений на френския пълководец. На следващата година с действията си осигурява превземането на крепостта Монс. Вече с Уилям ІІІ насреща, той побеждава при Льоз – битка, в която 28 френски ескадрона разбиват 75 на противниците.
През 1692 г., докато Луи XIV и маршал Вобан обсаждат Намюр, Люксамбур застава с 80 хил. души срещу Уилям ІІІ, за да не може да я прекъсне. На 3 август след брилянтна измама съюзниците изненадват френската армия спяща и подготвят пълното ѝ поражение. Маршалът с невероятна бързина оттегля по-голямата част от армията си на ново бойно поле, вдъхва кураж на войниците си и извоюва победата. Така протича известната битка при Щайнкирк. На следващата 1693 г. се стига до нова голяма битка, този път при Неервинден, близо до Брюксел. Този път французите изненадват противниците си, сред които има цяла френска бригада от избягали хугеноти след отмяната на Нантския едикт. Френските командири се надпреварват в проявите на кураж и изобретателност, дори и младият херцог дьо Шартър, бъдещият Филип ІІ Орлеански. В разгара на битката маршалът е спасен от собствения си син, който поема куршум с гърдите си. Загиват 20 000 души – 8000 от страна на Франция и 1000 от страна на съюзниците. Много историци смятат тази последна победа за най-значителния успех на Люксамбур. След нея той е наречен „тапицер на Парижката Св. Богородица“, тъй като успява да отнесе толкова много пленени знамена в прочутата църква, че с тях е могъл да я покрие напълно отвътре.
Всички тези победи се посрещат с възторг както от двора във Версай, така и от обикновеното население. Те са славни, но недостатъчни, защото не успяват да сломят духа на победения противник. Упоритият Уилям ІІІ все така стои стабилно на бойното поле и всеки път извежда силите си в строй и без паника. През 1694 г. Люксамбур е бездеен в Нидерландия, което е последната му кампания. Смъртта му в началото на 1695 г. е посрещната с облекчение от Луи XIV, който гледа на него с все по-голямо подозрение, спомняйки си, че и Конде е имал същата слава точно преди да се разбунтува срещу него по време на Фрондата.